# 潘曾纮
潘曾紘（？—1644年），號昭度。浙江湖州府乌程（今属湖州）人。明朝政治人物。

## 生平
萬曆三十七年（1609年），潘曾舉己酉科浙江鄉試，萬曆四十四年（1616年）登丙辰科进士。兵部觀政，授河南新蔡县知县，四十七年調繁商城县知县，天啓元年本省同考，二年補高阳县，升兵部武库司主事，歷职方司员外郎。天啓七年升河南布政使司右參政兼按察使司僉事，提督學政。崇禎三年（1630年）八月，陞為福建按察使，再升江西右布政使，分巡南瑞道，六年转左布政使，保留江西盐法道，七年擢都察院右副都御史，巡抚南赣。“搜集宋室野史甚多”，曾得王执俭所修《宋史》。李自成军攻陷北京，曾率兵入衛北京，因憂劳病逝於军中。家多藏书，“有意汲古，广储缥缃，视学中州，罗致更富”。

## 著作
著有《芳荪馆遗稿》。

## 家族
曾祖潘仲驂。祖父潘庚星，字君翰，號元石，官海州同知。父潘名卿，丁酉舉人。